# Капатський Кость Якович
Кость Якович Капатський (справжнє прізвище — Усенко; 6 червня 1902, м. Білопілля, нині Сумської області, Україна — 25 грудня 1983, м. Черкаси, Україна) — український актор і режисер театру. Заслужений артист УРСР (1954)

## Життєпис
У 1935 році закінчив інститут театрального мистецтва у Москві (нині РФ).
Працював актором в Українській пересувній трупі Д. Піддубного в м. Кременчук (1918), драматичному театрі імені М. Заньковецької у Запоріжжі (1924—1925), згодом — у театрах Дніпра (1926—1938).
Режисер театрів у містах Кривий Ріг (1938—1945), Станіслав (нині Івано-Франківськ; 1945—1951), Тернопіль (1951—1957) і Черкаси (1957—1975).

## Вистави
- драма «Тарас Шевченко» («Слово правди») Ю. Костюка (1954)
- «Маруся Богуславка» М. Старицького,
- «Овод» за Е. Войнич,
- «Устим Кармелюк» В. Суходольського,
- «Лимерівна» П. Мирного,
- «Історія одного кохання» К. Симонова та інші.

## Доробок
Видав у Тернополі ілюстративний нарис «Тернопільський театр ім. Т. Шевченка» (1955).
Статті
- Капатський К. 45 років на сцені // Вільне життя. — 1956. — 6 трав.
- Капатський К. Наш творчий шлях // Вільне життя. — 1955. — 20 листоп.
- Капатський К. Тернопільський театр імені Т. Шевченка: Наш творчий шлях: [До 25-річчя театру]. — Тернопіль, 1995. — 51 с., фото.